# Bom jezik
Bom jezik (ISO 639-3: bmf; bome, bomo, bum), nigersko-kongoanski jezik koji se govori duž rijeke Bome u Sijera Leoni. Pripada sjevernoj podskupini jezika šire skupine bullom, koju čini zajedno s jezikom bullom so [buy]. Povlači se pred snažnijim jezikom mende [men].
Ima ih oko 5 580 etničkih (2006); 250 govornika (1991 Slager).

## Vanjske poveznice
- Ethnologue (14th)